# Александър Радишчев
Алекса̀ндър Никола̀евич Радѝшчев (на руски: Александр Николаевич Радищев) е руски писател и философ. Повлиян от европейското Просвещение, той оказва значително влияние върху руския обществен живот в началото на XIX век, включително върху движението на декабристите.
Роден е на 31 август (20 август стар стил) 1749 година във Верхнее Аблязово, Казанска губерния, в благородническо семейство. През 1762 година е изпратен в Пажеския корпус, а след това учи право в Лайпцигския университет. След връщането си в Санкт Петербург през 1771 година заема различни административни постове, като към 1790 година ръководи местната митница. През 1790 година издава най-известната си книга „Пътуване от Санкт Петербург до Москва“, съдържаща размишления за руското общество, които карат императрица Екатерина II да го нарече „бунтовник, по-лош от Пугачов“. Изпратен е на заточение в Илимски острог, като е освободен след смъртта на императрицата през 1796 година, а при Александър I отново заема обществени длъжности.
Александър Радишчев се самоубива на 24 септември (12 септември стар стил) 1802 година в Санкт Петербург.